# پیدایش اژدها
پیدایش اژدها یا ظهور اژدها (انگلیسی: The Rise of the Dragon) یک کتاب همراه اثر جرج آر. آر. مارتین، الیو ام. گارسیا جونیور و لیندا آنتونسون است که تاریخچه خاندان تارگرین را از فتح وستروس توسط اگون تارگارین تا جنگ داخلی رقص اژدها توصیف می‌کند. این کتاب در ۲۵ اکتبر ۲۰۲۲ منتشر شد. مارتین آن را بر خلاف آتش و خون به سبک دانشنامه و شبیه به جهان یخ و آتش نوشته‌است.